# Municipio de Santa Anna
El municipio de Santa Anna (en inglés: Santa Anna Township) es un municipio ubicado en el condado de DeWitt en el estado estadounidense de Illinois. En el año 2010 tenía una población de 2502 habitantes y una densidad poblacional de 33,21 personas por km².

## Geografía
El municipio de Santa Anna se encuentra ubicado en las coordenadas 40°14′10″N 88°39′4″O / 40.23611, -88.65111. Según la Oficina del Censo de los Estados Unidos, el municipio tiene una superficie total de 75.33 km², de la cual 75 km² corresponden a tierra firme y (0,44 %) 0,33 km² es agua.

## Demografía
Según el censo de 2010, había 2502 personas residiendo en el municipio de Santa Anna. La densidad de población era de 33,21 hab./km². De los 2502 habitantes, el municipio de Santa Anna estaba compuesto por el 97,96 % blancos, el 0,36 % eran afroamericanos, el 0,08 % eran amerindios, el 0,36 % eran asiáticos, el 0,44 % eran de otras razas y el 0,8 % eran de una mezcla de razas. Del total de la población el 1,96 % eran hispanos o latinos de cualquier raza.